# Municipio de Big Lake (Arkansas)
El municipio de Big Lake (en inglés: Big Lake Township) es un municipio ubicado en el condado de Misisipi en el estado estadounidense de Arkansas. En el año 2010 tenía una población de 4468 habitantes y una densidad poblacional de 23,4 personas por km².

## Geografía
El municipio de Big Lake se encuentra ubicado en las coordenadas 35°51′3″N 90°12′1″O / 35.85083, -90.20028. Según la Oficina del Censo de los Estados Unidos, el municipio tiene una superficie total de 190.93 km², de la cual 190.43 km² corresponden a tierra firme y (0.26%) 0.5 km² es agua.

## Demografía
Según el censo de 2010, había 4468 personas residiendo en el municipio de Big Lake. La densidad de población era de 23,4 hab./km². De los 4468 habitantes, el municipio de Big Lake estaba compuesto por el 96.49% blancos, el 0.4% eran afroamericanos, el 0.25% eran amerindios, el 0.2% eran asiáticos, el 0.02% eran isleños del Pacífico, el 1.77% eran de otras razas y el 0.87% pertenecían a dos o más razas. Del total de la población el 2.98% eran hispanos o latinos de cualquier raza.